# Tylophora brevipes
Tylophora brevipes là một loài thực vật có hoa trong họ La bố ma. Loài này được (Turcz.) Fern.-Vill. miêu tả khoa học đầu tiên năm 1880.